# Tremajoannes buckleyi
Tremajoannes buckleyi är en plattmaskart. Tremajoannes buckleyi ingår i släktet Tremajoannes och familjen Lecithodendriidae. Inga underarter finns listade i Catalogue of Life.